# حلم (جمعية)
حلم هي جمعية لبنانية غير ربحية تعمل على تحسين الوضع القانوني والاجتماعي للمثليين جنسياً والمتحولين جنسياً ومزدوجي الميول الجنسية (مجتمع الميم) في لبنان. وتعتبر أول منظمة ومجموعة تقوم بالدفاع عن حقوق المثلية بالعالم العربي.

## المنظمة
تُعدّ جمعية حلم منظمة غير حكومية وغير ربحية مسجلة في كيبيك (كندا) اعتبارا من 11 شباط/فبراير 2004. بالنسبة لحلم؛ فهي تعملُ على الارتقاء بحقوق المثليين جنسيًا في كل من لبنان وكندا. عقب انتشارها وذيعان صوتها عملت المنظمة على إنشاء فروع لها في كل من أستراليا، فرنسا ثم الولايات المتحدة.
حصلت جمعية حلم على اعترفٍٍ قانوني من الدولة اللبناينة كما هو موضّح حسب موقعها،  وفقا للقانون اللبناني فإنّ أي جمعية أو أية منظمة غير حكومية يمكنها التسجيل من خلال تقديم إشعار باللغة العربية إلى وزارة الداخلية اللبنانية.

## الهدف
الهدف الأساسي لجمعية حلم هو إلغاء المادة 534 من قانون العقوبات اللبناني الذي يعاقِبُ على «العلاقات الجنسية غير الطبيعية». يُستَخدم هذا القانون في المقام الأول ضدّ مجتمع المثليين من خلال انتهاك خصوصية أعضاء هذا المجتمع بحرمانهم من حقوق الإنسان الأساسية. سيساعد إلغاء هذا القانون -حسب المنظمة طبعًا- في التقليل من اضطهاد الدولة والمجتمع اللبناني للمثليين كما سيمهدُ الطريق إلى تحقيق المساواة بين مجتمع المثليين في لبنان. هناك أهداف فرعية أخرى بما في ذلك مكافحة وباء الإيدز وغيره من الأمراض المنقولة جنسيا هذا فضلا عن الدفاع عن حقوق المرضى.

## مجال العمل
كانت تُعرف المجموعة في وقت سابق باسم «النادي» كما كانت تعملُ على قضايا المثليين في لبنان على مدى 5 سنوات. شملت أنشطتها الفعاليات الاجتماعية والثقافية لتحقيق المساواة بين المغاير والمثلي كما عملت على قضايا أخرى مثلَ مكافحة فيروس نقص المناعة البشرية/الإيدز والدعوة إلى محاكمة المعتدين على المثليين بالإضافة إلى الضغط مع غيرها من منظمات حقوق الإنسان على الحكومة اللبنانية من أجل النهوض بحقوق الإنسان والحريات الشخصية في لبنان. زادت شهرة جمعية حلم بعدما تمكنت من تنظيم فعالية وحدث مهم بمناسبة اليوم الدولي لمناهضة كراهية المثلية الجنسية ومغايري الهوية الجنسانية. لقد لعبت منظمة حلم دورًا كبيرًا بل ومهمًا في دفعِ الصحافة اللبنانية إلى تغطية قضية المثلية على نطاق واسع بل استطاعت -بفضل علاقات أعضائها مع الدول الأجنبية- لفتَ انتباه مُختلف وكالات الأنباء العالمية. لدى منظمة حلم السبق في تنظيم أول اعتصام للمثليين في العالم العربي؛ كان ذلك في دولة لبنان العربية يوم 29 فبراير من عام 2009. شاركت الجمعية كذلك في ماراثون بيروت مع شعار خاص بها للمشاركين تحتَ لوائها.

## المنشورات
| العنوان                           | العنوان (باللغة العربية)              | ملاحظة                           |
| --------------------------------- | ------------------------------------- | -------------------------------- |
| كتيب مش عن النبات                 | كتاب الصحة الجنسية للمثليين والمثليات |                                  |
| الجنسية المثلية                   | الجنسية المثلية                       | كتاب                             |
| أساطير وحقائق حول المثلية الجنسية | أساطير وحقائق حول المثلية الجنسية     |                                  |
| اعرف حقّك                          | اعرف حقّك                              | كُتيّب                             |
| أحبهم ولكن                        |                                       | كتاب حول أُسَرِ المثليين والسحاقيات |

## الجوائز
اختيرت جمعية حلم يوم 23 يناير 2009 من قبل اللجنة الدولية للمثليين والمثليات وذلك لنيلِ جائزة دي سوزا تقديرا لإسهامات حلم وعملها المتواصل في تحسين حقوق الإنسان خاصة لفئة المثليين والمتحولين جنسيا وحاملي صفات الجنسين (إل جي بي تي آي) وغيرهم من الذين يواجهون التمييز بسبب الجنس أو فيروس نقص المناعة البشرية. ذكر المُعلن الجائزة خلال التوشيح ما يلي:
| «هي [حلم] أول منظمة في العالم العربي تُقيمُ مركز لمجتمع المثليين والمثليات كما أنها أول منظمة تعمل باستمرار وبأفاق جديدة كل عام في هذا البلد الذي يجرم المثلية الجنسية وتفشّي ظاهرة العنف والاعتداء وباقي المشاكل. نحيي أعضاء المنظمة على شجاعتهم والتزامهم بحقوق الإنسان للجميع.» |